# 川崎貴弘
川崎 貴弘（かわさき たかひろ、1993年8月2日 - ）は、三重県津市出身の元プロ野球選手（投手）。右投右打。津市消防本部消防吏員。現在の姓は「前田」。

## 経歴

### プロ入り前
小学2年から西が丘スポーツ少年団でソフトボールを始める。津市立橋北中学校時代は軟式野球部に所属。
高校は、進学高である津東高に進学。2年夏は、三重県予選2回戦で敗退も、1回戦の名張高戦で5回参考完全試合を達成。
3年夏は、三重県予選3回戦でシード校の皇學館高に1-0で勝利するも、続く4回戦で津高に3-7で敗れる。結局、在学中には春夏とも、阪神甲子園球場での全国大会へ出場できなかった。
2011年プロ野球ドラフト会議で、中日ドラゴンズから5巡目で指名。契約金2,700万円、年俸540万円（年俸は推定）という条件で入団した。背番号は51。

### 中日時代
2012年には、ウエスタン・リーグ公式戦14試合に登板。0勝2敗、防御率3.80を記録した。
2013年には、ウエスタン・リーグ公式戦19試合に登板。1勝1敗、防御率4.66という成績を残すと、10月1日の対阪神タイガース戦（甲子園）7回裏に4番手投手として一軍デビューを果たした。しかし、一軍公式戦への登板は、この試合だけにとどまった。
2014年には、ウエスタン・リーグ公式戦15試合に登板。1勝2敗、防御率7.00と振るわず、一軍公式戦への登板機会はなかった。シーズン終了後には、球団から支配下選手契約の解除を通告された。12月2日にNPBから自由契約選手として公示されたが、同月13日には、育成選手として再契約。背番号も201に変更した。
2015年には、3月30日から10月6日まで、香川オリーブガイナーズ（四国アイランドリーグplus）に派遣。香川では、主に先発投手としてリーグ戦17試合に登板すると、5勝5敗、防御率2.95という成績を挙げた。6月には、リーグ選抜チームの一員として、リーグ主催の北米遠征に参加している。
2016年には、4月1日から9月30日まで福島ホープス（ルートインBCリーグ）へ派遣。2年連続で、日本国内の独立リーグでのプレーを経験した。福島では、リーグ戦19試合の登板で、3勝5敗、防御率6.24をマーク。しかし、派遣期間満了後の10月1日に、球団から戦力外通告を受けた。10月31日付で、NPBから自由契約選手として公示。

### 中日退団、選手引退後
NPB他球団での現役続行を希望していることから、2016年11月12日には、甲子園球場で開催の12球団合同トライアウトに参加。シートバッティング形式の対戦で、打者3人を無安打に抑えるとともに、1つの三振を奪ったものの、他球団からの誘いはなく、現役引退を余儀なくされた。その後、高校時代に憧れていた消防士になることを決心し、2018年に津市の消防職員に採用され、晴れて消防士になった。プロ野球選手時代はその厳しさに耐えかねて隠れて泣いていたといい、消防士になった今も、心が折れそうになった時はプロ野球選手時代の厳しさ、悔しさを思い出して自らを鼓舞しているという。

## 選手としての特徴
手足の長い長身細身の本格派右腕。最速143km/hの伸びのあるストレート、キレのあるスライダーが武器。
中日からのドラフト指名時点では、スカウト部長の中田宗男が「2、3年鍛えれば凄い選手になるかもしれない」と表現するほど、打撃・身体面での評価も高かった。

## 詳細情報

### 年度別投手成績
| 年 度     | 球 団     | 登 板 | 先 発 | 完 投 | 完 封 | 無 四 球 | 勝 利 | 敗 戦 | セ 丨 ブ | ホ 丨 ル ド | 勝 率 | 打 者 | 投 球 回 | 被 安 打 | 被 本 塁 打 | 与 四 球 | 敬 遠 | 与 死 球 | 奪 三 振 | 暴 投 | ボ 丨 ク | 失 点 | 自 責 点 | 防 御 率 | W H I P |
| --------- | --------- | ----- | ----- | ----- | ----- | -------- | ----- | ----- | -------- | ----------- | ----- | ----- | -------- | -------- | ----------- | -------- | ----- | -------- | -------- | ----- | -------- | ----- | -------- | -------- | ------- |
| 2013      | 中日      | 1     | 0     | 0     | 0     | 0        | 0     | 0     | 0        | 0           | .000  | 6     | 1        | 1        | 0           | 2        | 0     | 0        | 1        | 0     | 0        | 1     | 1        | 9.00     | 3.00    |
| 通算：1年 | 通算：1年 | 1     | 0     | 0     | 0     | 0        | 0     | 0     | 0        | 0           | .000  | 6     | 1        | 1        | 0           | 2        | 0     | 0        | 1        | 0     | 0        | 1     | 1        | 9.00     | 3.00    |

### 記録
NPB
- 初登板：2013年10月1日、対阪神タイガース24回戦（阪神甲子園球場）、7回裏に4番手で救援登板、1回1失点[18]
- 初奪三振：同上、7回裏にマット・マートンから空振り三振[18]

### 独立リーグでの投手成績
| 年 度    | 球 団    | 防 御 率 | 登 板 | 勝 利 | 敗 戦 | セ 丨 ブ | 完 投 | 完 封 | 無 四 球 | 投 球 回 | 打 者 | 被 安 打 | 被 本 塁 打 | 奪 三 振 | 与 四 球 | 与 死 球 | 失 点 | 自 責 点 | 暴 投 | ボ 丨 ク |
| -------- | -------- | -------- | ----- | ----- | ----- | -------- | ----- | ----- | -------- | -------- | ----- | -------- | ----------- | -------- | -------- | -------- | ----- | -------- | ----- | -------- |
| 2015     | 香川     | 2.92     | 18    | 5     | 5     | 0        | 1     | 0     | 0        | 98.2     | 417   | 74       | 2           | 77       | 46       | 5        | 33    | 32       | 4     | 0        |
| 2016     | 福島     | 6.24     | 19    | 3     | 5     | 0        | 0     | 0     | 0        | 62.0     | 291   | 68       | 6           | 26       | 37       | 3        | 53    | 43       | 5     | 0        |
| IL：1年  | IL：1年  | 2.92     | 18    | 5     | 5     | 0        | 1     | 0     | 0        | 98.2     | 417   | 74       | 2           | 77       | 46       | 5        | 33    | 32       | 4     | 0        |
| BCL：1年 | BCL：1年 | 6.24     | 19    | 3     | 5     | 0        | 0     | 0     | 0        | 62.0     | 291   | 68       | 6           | 26       | 37       | 3        | 53    | 43       | 5     | 0        |

### 背番号
- 51 （2012年 - 2014年）
- 201 （2015年 - 2016年）
- 14 （2015年） ※香川オリーブガイナーズでの背番号
- 11 （2016年） ※福島ホープスでの背番号